# Simolândia
Simolândia este un oraș în Goiás (GO), Brazilia.